# Oneillite
La oneillite è un minerale appartenente al gruppo dell'eudialite.

## Etimologia
Il nome è in onore del geologo canadese John Johnston O'Neill (1886-1966), primo descrittore della geologia di Mount Saint Hilaire.